# BBCスコティッシュ交響楽団
BBCスコティッシュ交響楽団（BBC Scottish Symphony Orchestra）は、イギリス・スコットランド最大の都市グラスゴーを本拠地とする、英国放送協会（BBC）傘下のオーケストラの1つである。

## 沿革・概要
1935年にスコットランド人の作曲家・指揮者であるイアン・ホワイトによって創設された。BBC傘下のオーケストラとして、放送やプロムスなど積極的な活動を行い、現代曲の演奏回数も多い。

## 歴代首席指揮者
- ガイ・ワラック(1935年 - 1945年)[2]
- イアン・ホワイト(1945年 - 1960年)[2]
- ノーマン・デル・マー(1960年 - 1965年)[2]
- ジェームス・ロッホラン(1965年 - 1971年)[2]
- クリストファー・シーマン(1971年 - 1977年)[2]
- カール・アントン・リッケンバッハー(1978年 - 1980年)
- イェジー・マクシミウク（1983年 - 1993年）
- オスモ・ヴァンスカ（1996年 - 2002年）[1]
- イラン・ヴォルコフ（2003年 - 2009年）
- ドナルド・ラニクルズ(2009年 - 2016年）
- トーマス・ダウスゴー（2016年 - 2022年)
- ライアン・ウィグルスワース（英語版）（2022年 - )[3]